# Svínoy

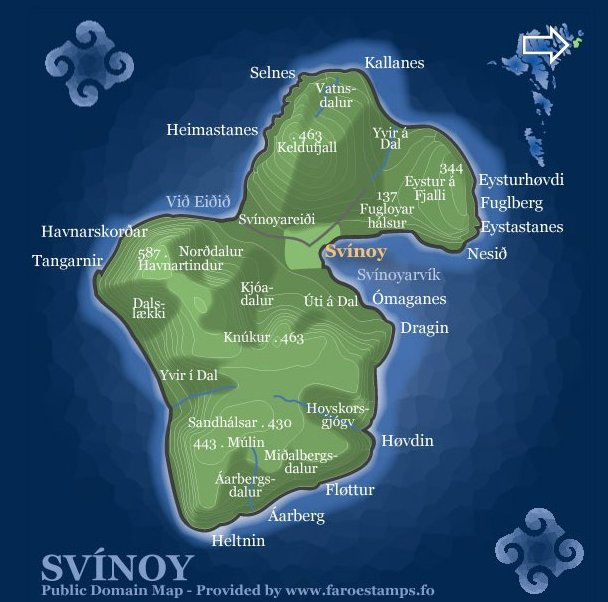
Mapa de Svínoy

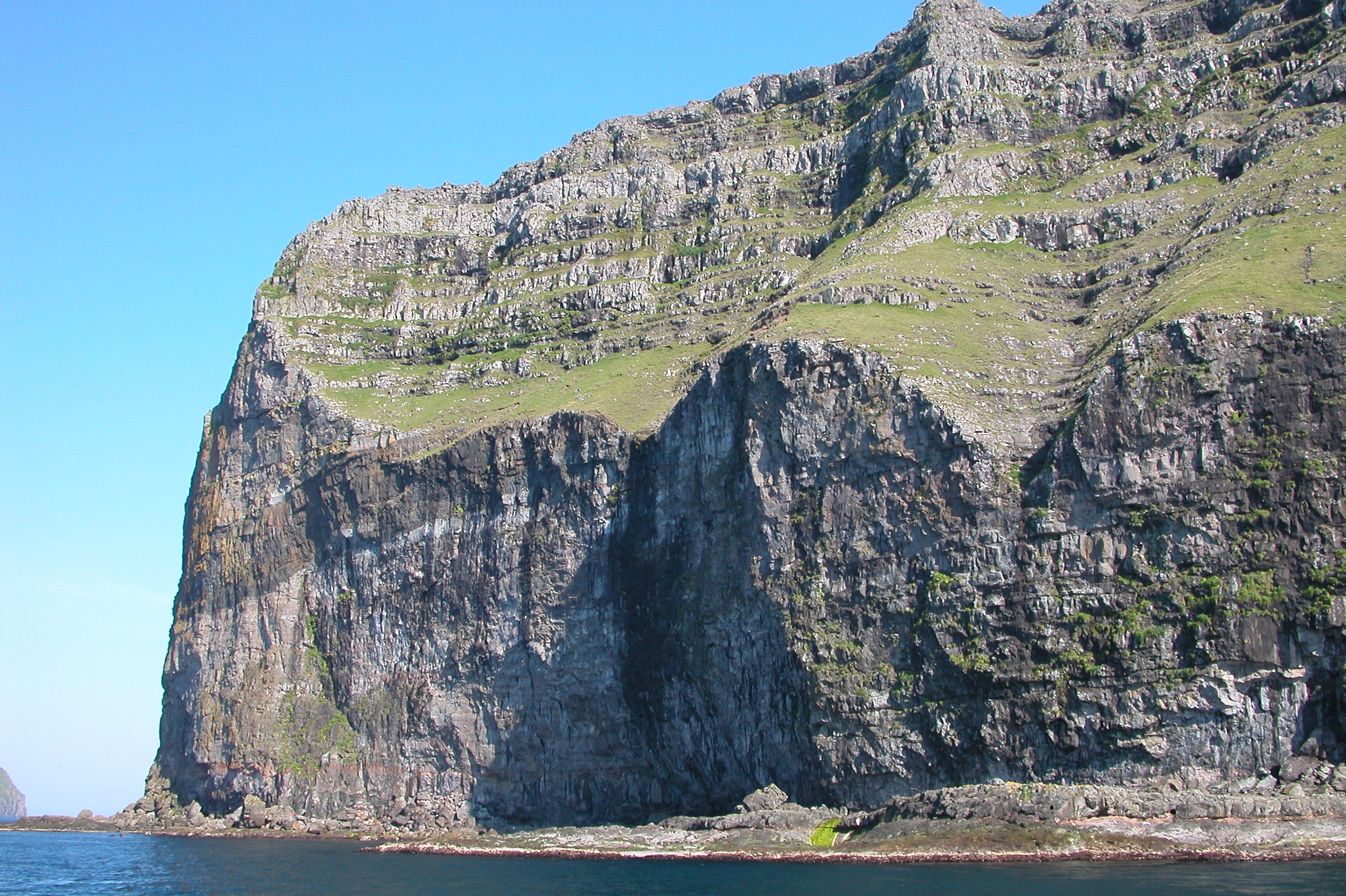
Falésia na costa norte

Svínoy (em Dinamarquês: Svinø) é uma das Ilhas Faroés.
O seu nome significa a ilha dos porcos e deriva da existência numerosa de gado suíno, introduzido na ilha desde as primeiras colónias viquingues até à Idade Média.
- Área: 27,4 km²
- População: 73 habitantes (2002 - 2,7 hab./km² )
- Ponto mais alto: Havnartindur, 586 metros
- Código postal: FO-765
- Comuna: Svínoyar kommuna

Encontra-se dividida em duas penínsulas de tamanhos diferentes. Possui apenas uma povoção, Svínoy, onde moram todos os seus habitantes. A costa é consiste essencialmente de encostas íngremes e falésias, incluindo o precipício de Eysturhøvdi, na costa norte. Existem três montanhas em Svínoy: Keldufjall (461 m), Havnartindur (587 m) e Múlin (442 m).
Em conjunto com a ilha vizinha de Fugloy, compõe a parte norte do arquipélago. A acessibilidade fraca da região é um dos seus grandes problemas, dando origem à migração da sua população para outras ilhas. Nos anos 60, a ilha era habitada por quase 200 pessoas. Os seus habitantes vivem da pesca e da agricultura.
Dispõe de uma ligação por barco com a localidade de Hvannasund, em Viðoy. Tal como outras ilhas do arquipélago, dispõe ainda de um serviço de helicóptero, três vezes por semana.
Um dos pontos de interesse da ilha é a igreja construída em 1878, onde se encontra o túmulo de Svínoyar-Bjarni, personagem importante da saga das ilhas.
A escola da ilha foi construída em 1888. Em 2005, tinha apenas dois estudantes.
Em 1918, foram abertos os serviços postais.
A ilha dispõe actualmente de novo porto e de uma galeria de arte moderna.

## Turismo

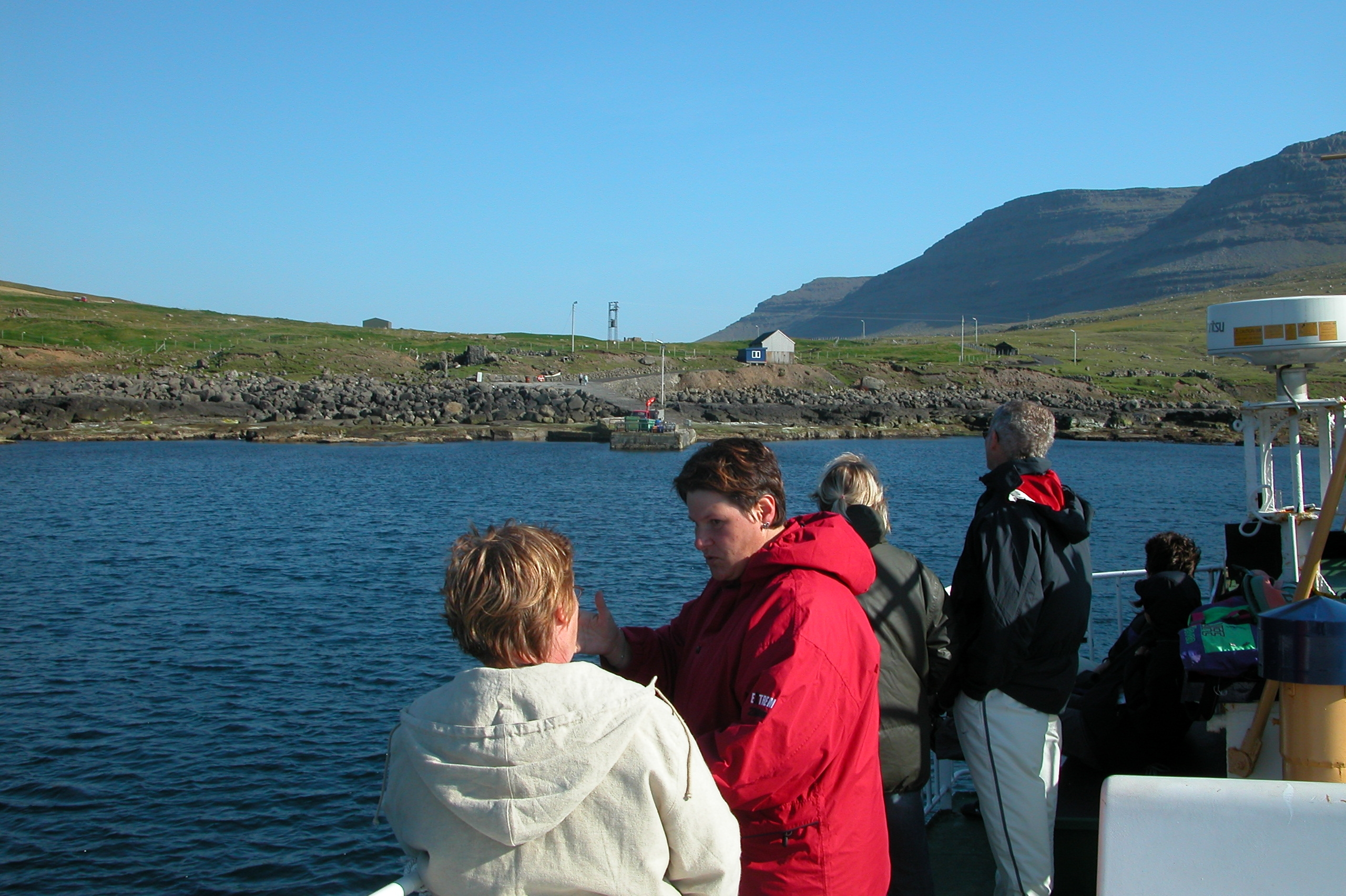
Chegada de barco a Svínoy

Svínoy encontra-se dividida em duas penínsulas, Svínoyareiði, a maior, na parte sul da ilha, e uma menor, na parte norte da ilha.
Na costa ocitenal, existe um trilho para caminhantes, mas o seu acesso é difícil, sobretudo quando não há boas condições meteorológicas. Existe um outro trilho na costa oriental, cuja primeira parte é sempre a direito, conduzindo a um areal.
As caminhadas são populares na ilha, pois possibilitam a observação de paisagens interessantes, como por exemplo a ilha de Fugloy, vista a partir da costa. Perto de Svínoyarvík (a baía de Svínoy), encontra-se uma ravina interessante.
Em Svínoy, existe um parque de campismo natural e é possível alugar casas de férias. Existem informações a este respeito no posto de turismo de Klaksvík.
No Verão, é possível, por exemplo, viajar no barco dos correios de Hvannasund até Svínoy, na terça-feira de manhã. No dia seguinte, apanhar o helicóptero para Fugloy e a partir daí viajar novamente no barco dos correios, de regresso a Hvannasund.